# District de Qiezihe
Le district de Qiezihe (茄子河区 ; pinyin : Qiézihé Qū) est une subdivision administrative de la province du Heilongjiang en Chine. Il est placé sous la juridiction de la ville-préfecture de Qitaihe.